# Marco Frigo
Marco Frigo (* 2. März 2000 in Bassano del Grappa) ist ein italienischer Radrennfahrer, der auf der Straße aktiv ist.

## Sportliche Laufbahn
Mit dem Wechsel in die U23 wurde Frigo 2019 Mitglied im italienischen Nachwuchsteam Zalf Euromobil Désirée Fior. Dort sicherte er sich in seinem ersten Jahr in der U23 den italienischen U23-Titel im Straßenrennen. Mit diesem Ergebnis wechselte er 2020 in die SEG Racing Academy, für die er zwei Jahre an den Start ging. 2021 erzielte er bei der Ronde de l’Isard den ersten internationalen Sieg seiner Karriere.
Nach Auflösung der SEG Racing Academy wurde Frigo 2022 Mitglied der Israel Cycling Academy. Mit einem Etappenerfolg beim Circuit des Ardennes konnte er einen weiteren Sieg seinem Palmarès hinzufügen. Zur Saison 2023 wurde er in das UCI ProTeam von Israel-Premier Tech übernommen. Wertvollstes Ergebnis war 2023 ein dritter Platz auf der 15. Etappe des Giro d’Italia. 2024 verpasste er als Zweiter der sechsten Etappe der Vuelta a España erneut nur knapp einen Etappenerfolg bei einer Grand Tour. 2025 gewann er als letzter verbliebener Fahrer einer Ausreißergruppe die dritte Etappe der Tour of the Alps und erzielte damit den bisher wichtigsten Erfolg seiner Karriere.

## Familie
Sein jüngerer Bruder Davide Frigo (* 2007) ist ebenso Radrennfahrer.

## Erfolge
2019
 Italienischer U23-Meister – Straßenrennen
2021
- eine Etappe Ronde de l’Isard

2022
- eine Etappe Circuit des Ardennes

2025
- eine Etappe Tour of the Alps

## Grand Tour-Platzierungen
| Grand Tour            | 2023 | 2024 | 2025 |
| --------------------- | ---- | ---- | ---- |
| Giro d’ItaliaGiro     | 32   | 44   | 28   |
| Tour de FranceTour    | –    | –    |      |
| Vuelta a EspañaVuelta | –    | 53   |      |